# Бурлацкий район
Бурлацкий район — административно-территориальная единица в составе Северо-Кавказского и Ставропольского (в 1937—1943 — Орджоникидзевского) краёв РСФСР, существовавшая в 1935—1953 годах. Административный центр — село Сотниковское.

## Население
По данным переписи 1939 года в Бурлацком районе проживало 24 119 чел., в том числе русские — 83,9 %, немцы — 14,6 %.

## История
Бурлацкий район был образован в составе Северо-Кавказского края 23 января 1935 года. В его состав вошла часть территории Благодарненского района.
В 1937 году Бурлацкий район вошёл в состав Орджоникидзевского (с 1943 — Ставропольского) края.
По данным 1940 года район включал 5 сельсоветов: Бурлацкий, Довсунский, Серафимовский, Сотниковский и Спасский.
20 августа 1953 года Бурлацкий район был упразднён, а его территория передана в Благодарненский район.